# Vojko Gašperut
Vojko Gašperut-Gašper, slovenski slikar tetraplegik, * 24. december, 1949, Sedlo pri Breginju, Kobarid
Gašperut je slovenski slikar, ki slika z usti. Pri skoku v morje si je leta 1966 poškodoval hrbtenico in od tedaj je tetraplegik. Leta 1971 se je vklučil v slikarski tečaj, ki ga je vodil akademski slikar Janez Matelič. Nato se je še več let izpopolnjeval pri drugih slikarjih.
Gašperut je od leta 1987 član združenja VDMFK s sedežem v Liechensteinu, ki združuje slikarje, ki rišejo z usti ali nogami.